# Club Polideportivo Cacereño
El Club Polideportivo Cacereño és un club de futbol extremeny de la ciutat de Càceres.

## Història
El Cacereño va néixer el 1919. L'any 1943 arriba per primer cop a la Tercera Divisió. L'any 1952 assoleix per primer copa la Segona Divisió. Des dels anys 80, el club es manté entre la Segona Divisió B i la Tercera. El seu estadi, el Príncipe Felipe, té una capacitat per a 7.000 espectadors i unes dimensions de 105x73 metres. Va ser inaugurat el 26 de març de 1977.
Evolució del nom:
- Club Deportivo Cacereño (1918-1974)
- Club Polideportivo Cacereño (1974-avui)

## Dades del club
- Temporades a Primera Divisió: 0
- Temporades a Segona Divisió: 1 (Debut el 1952-53)
- Temporades a Segona Divisió B: 12 (Debut el 1978-79)
- Temporades a Tercera Divisió: 49
- Millor posició a la lliga: 16è (Segona Divisió, 1952-53)

## Palmarès
- Segona Divisió B: 1997-1998 (Grup I)
- Tercera Divisió: 10 (1943-44, 1950-51, 1951-52, 1960-61, 1967-68, 1977-78, 1981-82, 1986-87, 1995-96, 2001-02)